# 达拉姆普里
达拉姆普里（Dharampuri），是印度中央邦Dhar县的一个城镇。总人口13229（2001年）。

## 人口
该地2001年总人口13229人，其中男性6800人，女性6429人；0—6岁人口2178人，其中男1174人，女1004人；识字率62.05%，其中男性为70.26%，女性为53.35%。